# Březí, Strakonice
Březí là một làng thuộc huyện Strakonice, vùng Jihočeský, Cộng hòa Séc.